# Joué-en-Charnie
Joué-en-Charnie är en kommun i departementet Sarthe i regionen Pays de la Loire i nordvästra Frankrike. Kommunen ligger i kantonen Loué som tillhör arrondissementet La Flèche. År 2022 hade Joué-en-Charnie 597 invånare.

## Befolkningsutveckling
Antalet invånare i kommunen Joué-en-Charnie
| Referens: INSEE |